# Ilha Paulet

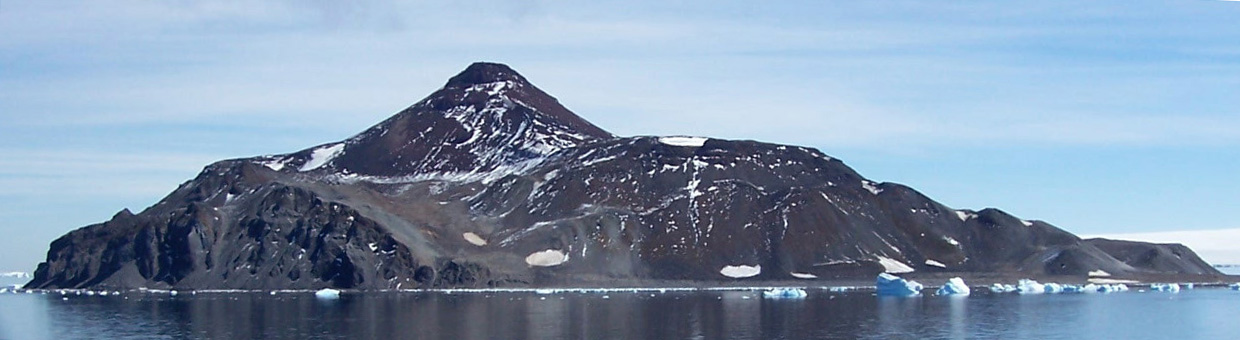
Ilha Paulet

A ilha Paulet é uma ilha circular com 1,6 km de diâmetro, 4,8 km a sudeste da ilha Dundee, na ponta nordeste da península Antártica. É formada por lava coberta por um cone de escória com uma pequena cratera. O calor geotérmico mantém algumas partes da ilha sem gelo, e a morfologia jovem do vulcão sugere que a última vez que esteve ativo foi há cerca de 1000 anos. A ilha Paulet foi descoberta pela expedição britânica de (1839–1843) James Clark Ross recebendo o seu nome do capitão da Marinha Real do Reino Unido George Paulet.
Em 1903, durante a Expedição Antártica Sueca, liderada por Otto Nordenskiöld, o seu navio Antarctic foi esmagado, e afundado, pelo gelo ao largo da costas da ilha.
A ilha Paulet alberga uma colónia de mais de 200 000 pinguins-de-Adélia, e é um local turístico.

## LIgações externas
- Informações sobre a Ilha Paulet
- Fotografia da ilha com pinguíns
- Outra fotografia da ilha Paulet
- Relatório sobre a Ilha Paulet